# UFA Show & Factual
UFA Show & Factual ist eine Unternehmenseinheit der UFA. UFA Show & Factual war seit 2013 eine gemeinsame Dachmarke für die Produktionsfirmen UFA Show und UFA Factual. Beide Produktionsfirmen fusionierten 2015 zur UFA Show & Factual GmbH. Das senderunabhängige Unternehmen ist zuständig für die Entwicklung und Produktion von Unterhaltungsformaten wie Gameshows, Quizshows und Dokutainment-Formaten. Sie produziert Sendungen für die größten deutschen Sender, darunter RTL, RTL II, Sat.1, Das Erste, ZDF und ProSieben. Neben dem Hauptsitz in Köln besitzt das Unternehmen Produktionsstätten in Berlin, Hamburg und Baden-Baden. Sie produziert zudem in Köln auch in den MMC Studios. 

## Geschichte
UFA Show & Factual entstand im August 2013, als einer von drei neuen Produktionsbereichen der 2013 umstrukturierten UFA. Zu ihr gehörten zunächst die zwei Produktionsfirmen UFA Show und UFA Factual. Zum 1. Juli 2014 wurde die Organisationsstruktur bei UFA Show & Factual weiter vereinfacht. Dabei wurde die Entwicklungsarbeit neu aufgestellt. Der Kontakt zwischen Produzenten und Sendern sollte dadurch schneller und direkter werden. 2015 fusionieren die beiden Produktionsfirmen.

## Produktionen (Auswahl)
- Das Supertalent (RTL)
- Deutschland sucht den Superstar (RTL)
- Sag die Wahrheit (SWR Fernsehen)
- Take Me Out (RTL)
- Wer weiß denn sowas? (Das Erste, seit 2015)
- Bauer sucht Frau (in Zusammenarbeit mit magis tv) (RTL)
- Bauer sucht Frau international (RTL)
- Bauer sucht Frau (ATV)
- Hartz und herzlich (RTLII)
- Super Toy Club (SUPER RTL)
- Die Superhändler (RTL)
- Get the F*ck Out Of My House (ProSieben)
- Hier & Jetzt
- Kölner Treff (WDR)
- Expedition Arktis / Arctic Drift (Das Erste)
- Geh aufs Ganze! (SAT1)
- Too Hot to Handle: Germany (Netflix)
- Disney100 – Die große Jubiläumsshow (RTL)[3]